# Rubiales (botánica)

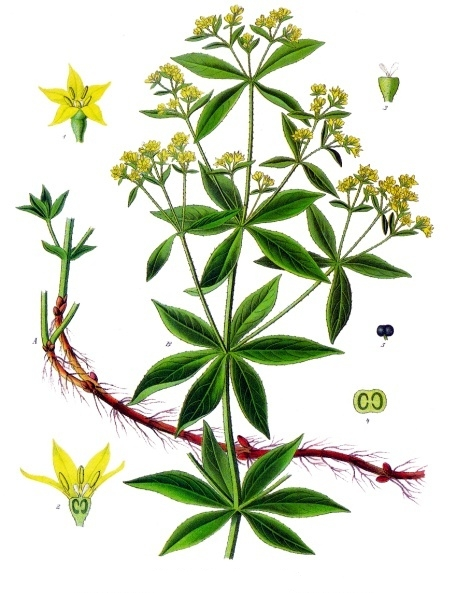
Rubia tinctorum

Rubiales era un orden biológico de plantas florales dentro del sistema de Cronquist; incluía las familias Rubiaceae y Theligonaceae. Descritas en 1782 y publicado con detalles en 1789 por Antoine-Laurent de Jussieu, sistemas más recientes lo sitúan junto con las Gentianales.